# LaShyra Nolen
LaShyra "Lash" Nolen (nacida en 1995) es una estudiante de medicina y comunicadora científica estadounidense. Ella es la primera mujer negra en convertirse en presidenta de la clase de la Facultad de Medicina de Harvard. En 2020, Nolen fue seleccionada por The Root como una de sus jóvenes futuristas.

## Primeros años y educación
Nolen nació en Compton, California. Creció en Los Ángeles y pasó la última parte de su infancia en Rancho Cucamonga. Durante su tercer grado de escuela, Nolen compitió en una competencia de ciencias escolares, donde estudió los patrones de los peces. Después de ganar el primer lugar, Nolen le dijo a su abuela que quería ser cirujana cerebral o astronauta. Asistió a la escuela secundaria Los Osos, donde se desempeñó como presidenta de la clase durante cuatro años. Nolen asistió a la Universidad Loyola Marymount (LMU), donde estudió salud y ciencias humanas. En LMU se desempeñó como presidenta del cuerpo estudiantil y participó en programas de registro de votantes. Como parte de su investigación universitaria, Nolen creó un programa de control de la diabetes para mujeres en un refugio para víctimas de violencia doméstica. Ella fue el primer miembro de su familia en obtener una licenciatura en ciencias.
Nolen fue nombrada becaria Fulbright en 2017 y se trasladó a La Coruña, donde trabajó en salud pública. Su investigación consistió en comprender cómo los españoles entendían la obesidad. A su regreso, Nolen se unió al programa AmeriCorps como entrenadora de salud en el Heartland Innovation Centre en Chicago. Allí dirigió iniciativas para mejorar la accesibilidad a las clínicas y aumentar el conocimiento sobre los programas de salud.
Comenzó su carrera de medicina en la Facultad de Medicina de Harvard en 2019. Ese año, Nolen se convirtió en la primera mujer negra en ser elegida presidenta de la clase de la Facultad de Medicina de Harvard. Bajo su dirección, la facultad de medicina participó en más programas de extensión y reconoció el trabajo de miembros no académicos de la comunidad. Es una activista por la igualdad racial y ha hablado sobre la desigualdad en la atención médica que experimentan las personas negras en los Estados Unidos. En 2020, Nolen fue seleccionada por The Root como uno de sus jóvenes futuristas.

## Investigación
Nolen ha estudiado la desigualdad en la atención sanitaria en Estados Unidos, con especial atención a por qué las minorías étnicas corrían tanto riesgo de contraer la enfermedad por coronavirus. Tras los asesinatos de Ahmaud Arbery y George Floyd, Nolen habló en nombre de la gente negra y dijo que los videos gráficos que se comparten en las redes sociales podían ser traumatizantes. 
Nolen ha trabajado para erradicar el racismo de la medicina académica y la educación médica. Ha proporcionado una serie de orientaciones para médicos, académicos y educadores médicos, entre ellas alentar a las personas a educarse a sí mismas antes de acercarse a colegas negros, reflexionar sobre sus lugares de trabajo y su práctica personal y compensar a los aprendices negros por su tiempo. Su artículo de junio de 2020 en el The New England Journal of Medicine, “Cómo la educación médica está perdiendo el blanco”, resumía las fallas de los programas médicos académicos en la formación de una generación de médicos imparciales.
Durante la Pandemia de COVID-19, Nolen lanzó el proyecto We Got Us, que buscaba brindar información precisa y apoyo a la comunidad de Boston durante la pandemia. En reconocimiento a sus esfuerzos en materia de salud pública, fue invitada a la mesa redonda sobre equidad de la Casa Blanca.
Es colaboradora habitual de WBUR-FM y del HuffPost.

## Premios y honores
- Becaria Fulbright 2017[2]
- 2020 Joven futurista de The Root[12]
- 2020 Foro Nacional de Calidad de Minorías 40 menores de 40 Líder en Salud[24]
- 2021 Boston Celtics Hero Among Us[25]
- Premio a la Justicia Racial en Medicina 2021[26]
- 2022 Forbes 30 Under 30[27]